# 绝对优势
絕對利益（Absolute advantage），又译絕對優勢，是相对于比較優勢而言的经济学概念，解釋了為何在一方拥有较另一方低的機會成本的优势下生產，贸易对双方都有利。可分为静态比较优势和动态比较优势。當一方（一個人，一間公司，或一國）生產時所付出的生產成本比另一方低，這一方便擁有了這項生產的絕對利益。例如甲國和乙國都只生產衣服和食物，在同質的資源下，甲國生產一單位衣服的時間是1小时，而乙國生產一單位衣服的時間是2小时，根據絕對利益理论，甲國享有生產衣服的絕對利益，便應該專業生產衣服並出口。

## 定義
使用相同資源（時間、生產要素），生產同一產品，較多者有絕對利益。

## 绝对優勢理論
绝对优势，由亚当·斯密提出。当比较一个人、一个企业、一个国家与另一个人、一个企业、一个国家的生产率时，如果生产者生产一种物品所需要的投入较少，就可以说该生产者在生产这种产品上有绝对优势。
绝对优势区别于相对优势，他只考虑表面的优势。根据亚当·斯密的理论，若一个国家在生产物品上对另一个国家有绝对优势，则两国不可能贸易。
例如若牧牛人生产1盎司牛肉需要20分钟，而农民需要60分钟；同时，牧牛人生产1盎司土豆只需要10分钟，而农民需要15分钟，则牧牛人在生产两种产品上都有绝对优势，牧牛人和农民之间不能产生贸易。
后来，大卫·李嘉图提出比较优势理论，修正了这种说法。

## 與比較利益的差別
亚当·斯密提出了絕對利益解釋國際貿易，亚当·斯密将不同国家同种产品的成本直接比较，認為在某種產品上所花產成本绝對低就稱之為具有“绝对优势”。
比较优势理论源于亚当·斯密的绝对优势理论。李嘉图发展了亚当·斯密的绝对优势理论，在《政治经济学及赋税原理》（1817）中，提出了著名的比较优势理论（Law of Comparative Advantage），李嘉图所确定的比较优势理论的核心是：一个国家倘若专门生产自己相对优势较大的产品，并通过国际贸易换取自己不具有相对优势的产品就能获得利益。李嘉图的理论实际上说明在单一要素经济中，生产率的差异造成比较优势，而比较优势决定了生产模式。
埃里·赫克歇尔和波尔特尔·俄林把地域分工和贸易理论向前推进了一步，创立了資源稟賦理論。该理论认为，一国在密集使用其相对丰富和廉价要素的产品生产上具有比较优势，因而应专业化生产并出口这类产品。而进口那些密集使用了本国稀缺要素的产品，以获得比较利益因此，各地能生产出价格相对低的商品，则具有相对优势。